# Municipio de Naco
El municipio de Naco es un municipio fronterizo de México ubicado en el noreste del estado de Sonora, en la frontera con los Estados Unidos, la cabecera del municipio tiene el mismo nombre. Se encuentra a 155 kilómetros de Nogales y a 55 kilómetros de Agua Prieta. Se sitúa justamente al lado del pueblo de Naco, Arizona. El nombre de Naco proviene de la lengua ópata, y significa ‘nopal’ o ‘cactus’.

## Historia
Antes de la llegada de los europeos, el área estuvo dominada por el pueblo ópata. Naco, Sonora, así como Naco, Arizona, comenzaron a existir en 1897 como un punto de cruce fronterizo que conectaba a las minas de ambos lados. Naco, Sonora se fundó oficialmente en 1900 con la construcción de la línea de ferrocarril Naco-Cananea. Hasta 1901 el territorio de Naco formó parte del municipio de Fronteras, después del de Cananea, hasta que el decreto expedido por el congreso local el 22 de junio de 1937 le concedió la autonomía municipal.
El pueblo vivió diversas luchas de la Revolución Mexicana y una rebelión protagonizada por el general José Gonzalo Escobar en 1929 (Rebelión escobarista). Durante el segundo conflicto un piloto estadounidense llamado Patrick Murphy se ofreció como voluntario para bombardear a las fuerzas federales para los rebeldes, pero por error bombardeó la zona de Naco en Arizona.

## Geografía
El municipio de Naco se encuentra ubicado en la región noreste del estado de Sonora, siendo la población de Naco su cabecera municipal. Se localiza a una altitud de 1524 m s. n. m. (metros sobre el nivel del mar). Con las coordenadas 31°19′ N y 109°56′ O. Más al norte se encuentran los Estados Unidos de América, al sur Bacoachi, al este Agua Prieta y al oeste Cananea. El municipio cuenta con una superficie aproximada de 651 kilómetros cuadrados.
La zona accidentada del municipio se localizan en la parte sur y centro y están formadas por la sierra de San José, las zonas semiplanas se localizan en la parte norte y sur, están formadas por valles y mesetas de pendientes suaves. Las zonas planas del municipio se localizan delimitadas por la sierra de Magallanes al este y la de San José al sur.

## Clima
El clima en este municipio es semiseco templado (BSk en la clasificación climática de Köppen). Tiene una temperatura media máxima mensual de 33.9 °C en el mes de junio, y una mínima de 1.2 °C en el mes de enero. La temperatura media anual es de 17.4 °C. El régimen de lluvias es de verano, con una precipitación media anual de 351.8 mm. Se presentan heladas entre los meses de noviembre y febrero.
| Parámetros climáticos promedio de Naco, Sonora (1951-2010)                      | Parámetros climáticos promedio de Naco, Sonora (1951-2010) | Parámetros climáticos promedio de Naco, Sonora (1951-2010) | Parámetros climáticos promedio de Naco, Sonora (1951-2010) | Parámetros climáticos promedio de Naco, Sonora (1951-2010) | Parámetros climáticos promedio de Naco, Sonora (1951-2010) | Parámetros climáticos promedio de Naco, Sonora (1951-2010) | Parámetros climáticos promedio de Naco, Sonora (1951-2010) | Parámetros climáticos promedio de Naco, Sonora (1951-2010) | Parámetros climáticos promedio de Naco, Sonora (1951-2010) | Parámetros climáticos promedio de Naco, Sonora (1951-2010) | Parámetros climáticos promedio de Naco, Sonora (1951-2010) | Parámetros climáticos promedio de Naco, Sonora (1951-2010) | Parámetros climáticos promedio de Naco, Sonora (1951-2010) |
| Mes                                                                             | Ene.                                                       | Feb.                                                       | Mar.                                                       | Abr.                                                       | May.                                                       | Jun.                                                       | Jul.                                                       | Ago.                                                       | Sep.                                                       | Oct.                                                       | Nov.                                                       | Dic.                                                       | Anual                                                      |
| ------------------------------------------------------------------------------- | ---------------------------------------------------------- | ---------------------------------------------------------- | ---------------------------------------------------------- | ---------------------------------------------------------- | ---------------------------------------------------------- | ---------------------------------------------------------- | ---------------------------------------------------------- | ---------------------------------------------------------- | ---------------------------------------------------------- | ---------------------------------------------------------- | ---------------------------------------------------------- | ---------------------------------------------------------- | ---------------------------------------------------------- |
| Temp. máx. abs. (°C)                                                            | 36.0                                                       | 33.0                                                       | 34.0                                                       | 38.0                                                       | 41.0                                                       | 45.0                                                       | 42.0                                                       | 42.0                                                       | 44.0                                                       | 36.0                                                       | 39.0                                                       | 38.0                                                       | 45.0                                                       |
| Temp. máx. media (°C)                                                           | 16.1                                                       | 17.7                                                       | 20.6                                                       | 24.5                                                       | 29.1                                                       | 33.9                                                       | 33.5                                                       | 32.2                                                       | 31.0                                                       | 26.3                                                       | 20.9                                                       | 16.9                                                       | 25.2                                                       |
| Temp. media (°C)                                                                | 8.6                                                        | 10.0                                                       | 12.6                                                       | 16.0                                                       | 20.6                                                       | 25.3                                                       | 26.2                                                       | 25.2                                                       | 23.4                                                       | 18.4                                                       | 12.7                                                       | 9.2                                                        | 17.4                                                       |
| Temp. mín. media (°C)                                                           | 1.2                                                        | 2.2                                                        | 4.6                                                        | 7.6                                                        | 12.0                                                       | 16.7                                                       | 18.9                                                       | 18.2                                                       | 15.8                                                       | 10.4                                                       | 4.5                                                        | 1.4                                                        | 9.5                                                        |
| Temp. mín. abs. (°C)                                                            | -11.0                                                      | -10.0                                                      | -8.0                                                       | -4.0                                                       | −1.0                                                       | 8.0                                                        | 7.0                                                        | 10.0                                                       | 3.0                                                        | −4.0                                                       | −7.0                                                       | −18.0                                                      | −18.0                                                      |
| Precipitación total (mm)                                                        | 21.5                                                       | 15.8                                                       | 14.0                                                       | 7.9                                                        | 5.1                                                        | 14.1                                                       | 87.7                                                       | 84.1                                                       | 35.5                                                       | 26.9                                                       | 14.1                                                       | 25.1                                                       | 351.8                                                      |
| Días de precipitaciones (≥ 0.1 mm)                                              | 2.9                                                        | 2.4                                                        | 1.9                                                        | 1.0                                                        | 1.2                                                        | 1.7                                                        | 9.5                                                        | 8.6                                                        | 4.0                                                        | 2.8                                                        | 2.0                                                        | 3.1                                                        | 41.1                                                       |
| Fuente: Servicio Meteorológico Nacional. Actualizado el 6 de diciembre de 2016. |                                                            |                                                            |                                                            |                                                            |                                                            |                                                            |                                                            |                                                            |                                                            |                                                            |                                                            |                                                            |                                                            |

## Demografía
Los censos de población y vivienda del INEGI del año 1980 y 2000, presentan que de 4441 habitantes que se estimaban en 1980, la cifra ascendió a 5370 en el 2000, incremento que representa un 21 % de la población original. El ascenso de la población se debe según los analistas a que grandes cantidades de inmigrantes que residen temporalmente en la población con la intención de cruzar hacia Estados Unidos, encuentran muchas dificultades para realizar dicho cruce y se ven en la necesidad de permanecer en la región.
De acuerdo con los resultados del Censo de Población y Vivienda 2010 del Instituto Nacional de Estadística y Geografía (INEGI), el municipio de Naco cuenta con 6 401 habitantes, 6064 en Naco, 189 en el Ejido Cuauhtémoc y 108 en San Pedro (cuya edad media es de 23 años).

## Gobierno
El Ayuntamiento municipal, que radica en Naco está integrado por un presidente municipal, un síndico, 3 regidores de mayoría relativa y 2 de representación proporcional, electos cada 3 años.
El municipio forma parte del II distrito electoral federal de Sonora con sede en Nogales, y del 7 distrito electoral de Sonora, con sede en Agua Prieta.
| Presidente municipal                | Periodo | Periodo |
| ----------------------------------- | ------- | ------- |
| Manuel Grijalva                     | 1934    | 1937    |
| Horacio Valenzuela                  | 1937    | 1940    |
| Ramón Morales Ibarra                | 1940    | 1943    |
| José Gonzalo Escobar Jr.            | 1943    | 1946    |
| Miguel Ayala Molina                 | 1946    | 1949    |
| Jesús Manuel Franco Martínez        | 1949    | 1952    |
| José Gonzalo Escobar Jr.            | 1952    | 1955    |
| Jesús Ramírez Loaiza                | 1955    | 1958    |
| Eduardo Monteverde                  | 1958    | 1961    |
| Guillermo Gim Delgado               | 1961    | 1964    |
| Juan Herández Bracamontes           | 1964    | 1967    |
| Guillermo Yates León                | 1967    | 1970    |
| Clemente Andrés Rivera              | 1970    | 1973    |
| Luis Antonio Romo Mitre             | 1973    | 1976    |
| José Luis Guerrero Bobadilla        | 1976    | 1979    |
| Manuel Bravo Solórzano              | 1979    | 1982    |
| Luis Antonio Romo Mitre             | 1982    | 1985    |
| Enrique Alejandro Martan Bustamante | 1985    | 1988    |
| José Jaime Sánchez Nieblas          | 1988    | 1991    |
| Manuel Bravo Solórzano              | 1991    | 1994    |
| Porfirio Moreno López               | 1994    | 1997    |
| Juan Encinas Ramírez                | 1997    | 2000    |
| José Lorenzo Villegas Vázquez       | 2000    | 2003    |
| Vicente Torres Bracamontes          | 2003    | 2006    |
| José Lorenzo Villegas Vázquez       | 2006    | 2009    |
| José Manuel Madrid Grijalva         | 2009    | 2012    |
| Jesús Armol Gallardo Jiménez        | 2012    | 2015    |
| José Lorenzo Villegas Vázquez       | 2015    | 2018    |
| Andrea Celeste Ramos Erives         | 2018    | 2021    |
| José Lorenzo Villegas Vázquez       | 2021    | 2024    |
| José Lorenzo Villegas Vázquez       | 2024    |         |

## Educación
| Distribución de la población de 15 años y más según nivel de escolaridad | Distribución de la población de 15 años y más según nivel de escolaridad | Distribución de la población de 15 años y más según nivel de escolaridad | Distribución de la población de 15 años y más según nivel de escolaridad | Distribución de la población de 15 años y más según nivel de escolaridad |
| ------------------------------------------------------------------------ | ------------------------------------------------------------------------ | ------------------------------------------------------------------------ | ------------------------------------------------------------------------ | ------------------------------------------------------------------------ |
| Nivel de escolaridad                                                     | Nivel de escolaridad                                                     |                                                                          | Porcentaje                                                               | Porcentaje                                                               |
|                                                                          |                                                                          |                                                                          |                                                                          |                                                                          |
| Sin instrucción                                                          | Sin instrucción                                                          |                                                                          | 1.8%                                                                     | 1.8%                                                                     |
| Básica                                                                   | Básica                                                                   |                                                                          | 64.8%                                                                    | 64.8%                                                                    |
| Técnica con primaria                                                     | Técnica con primaria                                                     |                                                                          | 0.4%                                                                     | 0.4%                                                                     |
| Media superior                                                           | Media superior                                                           |                                                                          | 24.1%                                                                    | 24.1%                                                                    |
| Superior                                                                 | Superior                                                                 |                                                                          | 8.2%                                                                     | 8.2%                                                                     |
| No especificado                                                          | No especificado                                                          |                                                                          | 0.7%                                                                     | 0.7%                                                                     |

Según el censo de población y vivienda 2010, en Naco la tasa de alfabetización de las personas de entre 15 y 24 años es de 98.7 % y la de las personas de 25 años o más es de 97.4 %.
La asistencia escolar para las personas de 3 a 5 años es del 43.3 %; de 6 a 11 años es del 97 %; de 12 a 14 años es del 95 % y de 15 a 24 años es del 33 %.

## Transporte
El pueblo se recorre fácilmente a pie, pero el medio de transporte es el automóvil. La carretera México 2 conecta Naco con Ímuris en un trayecto de dos horas y con Agua Prieta en un trayecto de cincuenta minutos.